# Jaume Moret i Estevanell
Jaume Moret i Estevanell   (Vic, 1763 - 1821) fou un sacerdot, doctor en teologia i catedràtic de filosofia.

## Biografia
Rector del Seminari de Vic (1796). Examinador sinodal. Secretari (1796) i subprior (1805) de l'Acadèmia del Cíngol de Sant Tomàs. Els estudis de gramàtica i retòrica els cursà al Seminari de Vic; la filosofia i la teologia, a la Universitat de Cervera. En aquesta universitat, a més de defensar-hi conclusions generals pro Universitate, hi va exercir de passant i s'hi graduà de doctor en teologia. En 1787 tornà a Vic per estudiar-hi dos anys de teologia moral i substituir, mentre estudiava, les càtedres de filosofia, teologia escolàstica i teologia dogmàtica. El mateix any en què s'ordenà sacerdot (1789) fou nomenat catedràtic de filosofia (1789-1792). El curs següent, 1792-1793, regí una càtedra de moral, i en la funció de professor d'aquesta assignatura apadrinà les conclusions de Josep Sebastià i de Tomàs Vila. En la mort de Blai Coma (↑), en 1796, va ser nomenat rector. Un any després, i per ser obtentor del benefici de Sant Vicenç, va ser admès en la comunitat de preveres de catedral de Vic. Com a rector del Seminari i subprior de l'Acadèmia va ser un dels responsables de l'organització de la Companyia de Sant Tomàs d'Aquino, coneguda popularment com la Companyia dels Estudiants de Vic. Aquest esforç militar va ser fet en resposta a la invasió napoleònica. Dos-cents voluntaris uniformats i sota bandera de Sant Tomàs partiren de Vic a primers de juny de 1808. Ja havien participat en la batalla del Bruc i en el transcurs de dos anys entraren en altres accions contra els francesos. Linus Singla Vila (↑), en la Oración funebre, i Josep Gudiol (↑), en La Universitat Literària de Vic, fan l'exposició dels fets. S'ha de destacar que Moret va fer importants reformes al Seminari, tal com ell mateix escriu en el Libro de caxa del colegio Seminario (LC): son data nueve mil trescientos ochenta y dos libras, siete sueldos y siete dineros que es el todo del importe de la fabrica de la obra nueva de aulas y demas se ha construido y reparos se han [h]echo en el colegio segun parece de 225 recibos […] empezando los pagos en el día 2 de febrero de 1796 y finiendo en el día 20 de abril de 1797. 
- ROVIRÓ I ALEMANY, Ignasi. Diccionari de filòsofs, teòlegs i mestres del seminari de Vic (1749 – 1968). Vic, Patronat d'Estudis Osonencs, 2000, Osona a la butxaca 22 – 23.